# Hevringholm
Herregården Hevringholm ligger på nordkysten af Djursland, ca. 20 km øst for Randers i Vivild Sogn, Sønderhald Herred, Norddjurs Kommune.
Gården optræder første gang i skriftlige kilder i året 1355, hvor brødrene og ridderne Iver, Erik og Jens Nielsen (Rosenkrantz) skriver sig til gården. De var sønner af ridder Niels Iversen, der er det første kendte medlem af adelsslægten Rosenkrantz. I sagnhistorien går slægten dog længere tilbage og knyttes til Hevringholm helt tilbage til den hedenske tid. For denne tradition er der dog intet belæg.
Hevringholm Gods er på 700 hektar med Julianeholm 

## Stamhuset Hevringholm
Stamhuset Hevringholm blev oprettet i 1695 af  Hans Friis af Hevringholm. I 1726 kom  Tustrup og Essenbæk Ladegård ind under stamhuset. Det blev opløst i 1782.

## Ejere af Hevringholm
- (1320-1355) Niels Iversen Rosenkrantz
- (1355-1370) Iver, Erik og Jens Nielsen Rosenkrantz
- (1370-1420) Niels Iversen Rosenkrantz / Niels Jensen Rosenkrantz
- (1420-1466) Otto Nielsen Rosenkrantz
- (1466-1480) Anders Stygge Nielsen Rosenkrantz
- (1480-1510) Niels Stygge Andersen Rosenkrantz
- (1510-1550) Ejler Stygge Nielsen Rosenkrantz
- (1550-1561) Erik Stygge Nielsen Rosenkrantz
- (1561-1570) Christoffer Eriksen Rosenkrantz / Peder Eriksen Rosenkrantz
- (1570-1571) Peder Ejlersen Rosenkrantz
- (1571-1577) Stygge Ejlersen Rosenkrantz
- (1577-1580) Birgitte Ejlersdatter Rosenkrantz / Kirsten Styggesdatter Rosenkrantz gift Skram
- (1580-1582) Kirsten Styggesdatter Rosenkrantz gift Skram
- (1582-1601) Niels Skram g.m. Kirsten Rosenkrantz
- (1601-1608) Eske Bille g.m. Elsebe Skram
- (1608-1625) Eske Brock
- (1625-1655) Frands Lykke g.m. Elisabeth Brock
- (1655-1661) Kaj Lykke
- (1661-1664) Kronen samt andre parthavere
- (1664-1666) Oluf Daa
- (1666-1667) Claus Daa
- (1667-1695) Hans Friis (stamhuset oprettet 1695)
- (1695-1727) Christian Friis
- (1727-1731) Christian Rantzau Friis
- (1731-1745) Joachim Beck-Friis
- (1745-1761) Corfitz Beck-Friis
- (1761-1783) greve Joachim Beck-Friis (stamhuset opløst 1782)
- (1783-1796) Laurids Sørensen
- (1796-1813) Peter Severin Fønss
- (1813-1814) Frans Blegvad
- (1814-1824) Peter Severin Fønss
- (1824-1828) Aalborg Hospitalsdirektion
- (1828-1855) Mogens Christian Kjeldsen
- (1855) Christian M. Kjeldsen
- (1855-1862) N. E. Zimmermann
- (1862-1885) W. C. Olsen
- (1885-1910) Morten Olsen
- (1910-1915) Gerda Heckscher gift Olsen
- (1915-1915) J. Skriver Pedersen
- (1915-1916) ? Jensen
- (1916-1921) Jacob Nielsen Dideriksen
- (1921-1922) Konsortium
- (1922-1930) P. Knudsen
- (1930-1943) L. C. Rasmussen
- (1943-1946) Poul Arkner
- (1946-1985) J. Balling
- (1985-1995) Sigrid Balling / Birgitte Balling
- (1995-) Benny Kirkebække Christensen / Lisbeth Høyer